# Naturschutzgebiet Herbringhauser Bachtal
Das Naturschutzgebiet Herbringhauser Bachtal liegt im Stadtgebiet der kreisfreien Stadt Wuppertal – südöstlich des Ortsteils Wuppertal-Langerfeld. Es erstreckt sich ab der Staumauer der Herbringhauser Talsperre in nördlicher Richtung entlang dem Herbringhauser Bach bis zur Einmündung in die Wupper.

## Beschreibung
Das 47 ha große Naturschutzgebiet steht seit 1989 unter Schutz und trägt die Kennnummer W-006.
Der Herbringhauser Bach fließt ab der Staumauer der Herbringhauser Talsperre meist von Süd nach Nord und fließt dabei oft naturnah in einem steinigen ca. 2 m breiten Bachbett. Entlang des Baches wächst in der 25–150 m breiten Talaue ein sehr kraut- und artenreicher bachbegleitender Erlenwald. In den unteren Hanglagen stockt ein  Eichen-Hainbuchenwald, dem in höheren Lagen ein Buchen-Eichenwald und dem oberhalb ein Eichen-Birkenwald folgt. Aus mehreren Seitentälern entwässern kleinere Bäche in das Herbringhauser Bachtal. Entlang des Herbringhauser Baches begleitet in offener Wiesenlage Nass- und Feuchtgrünland das Gewässer, welches von ehemaligen Teichanlagen unterbrochen wird. Ein ehemaliger kleiner Steinbruch, der mittlerweile aber  meist zugewachsen ist,  war einst ein Refugium für die Schlingnatter und sollte wieder als Reptilien-Lebensraum freigestellt werden. Das Naturschutzgebiet Herbringhauser Bachtal ist wertvoll aufgrund der ökologisch wertvollen Feuchtgebiete, der naturnahen Bachabschnitte, der naturnahen Eichen-Hainbuchenbestände, der Erlenbruchwälder und wegen seiner Bedeutung für Schmetterlinge, Amphibien, Laufkäfer, Reptilien und Höhlenbrüter so wie der hohen strukturellen Vielfalt.
Das Naturschutzgebiet ist ein wichtiges Trittsteinbiotop im Verbund mit anderen Biotopen entlang der Wupper.
Zu den seltenen und besonders zu schützenden Tierarten des Naturschutzgebietes gehören: Schwarzstorch (Ciconia nigra), Schwarzspecht (Dryocopus martius), Waldkauz (Strix aluco), Wasseramsel (Cinclus cinclus), Schlingnatter (Coronella austriaca), Ringelnatter (Natrix natrix) und Feuersalamander (Salamandra salamandra). An bedeutsamen Pflanzenarten seien beispielhaft der Schlangen-Knöterich (Bistorta officinalis), das Mädesüß (Filipendula ulmaria), die Sumpf-Schwertlilie (Iris pseudacorus) und die Sumpfdotterblume (Caltha palustris) zu nennen.

## Wanderwege
Auf den Rundwanderwegen A3 und A4 kann man dem Herbingauser Bach in Sichtweite von der Talsperre bis zur Mündung in die Wupper folgen.

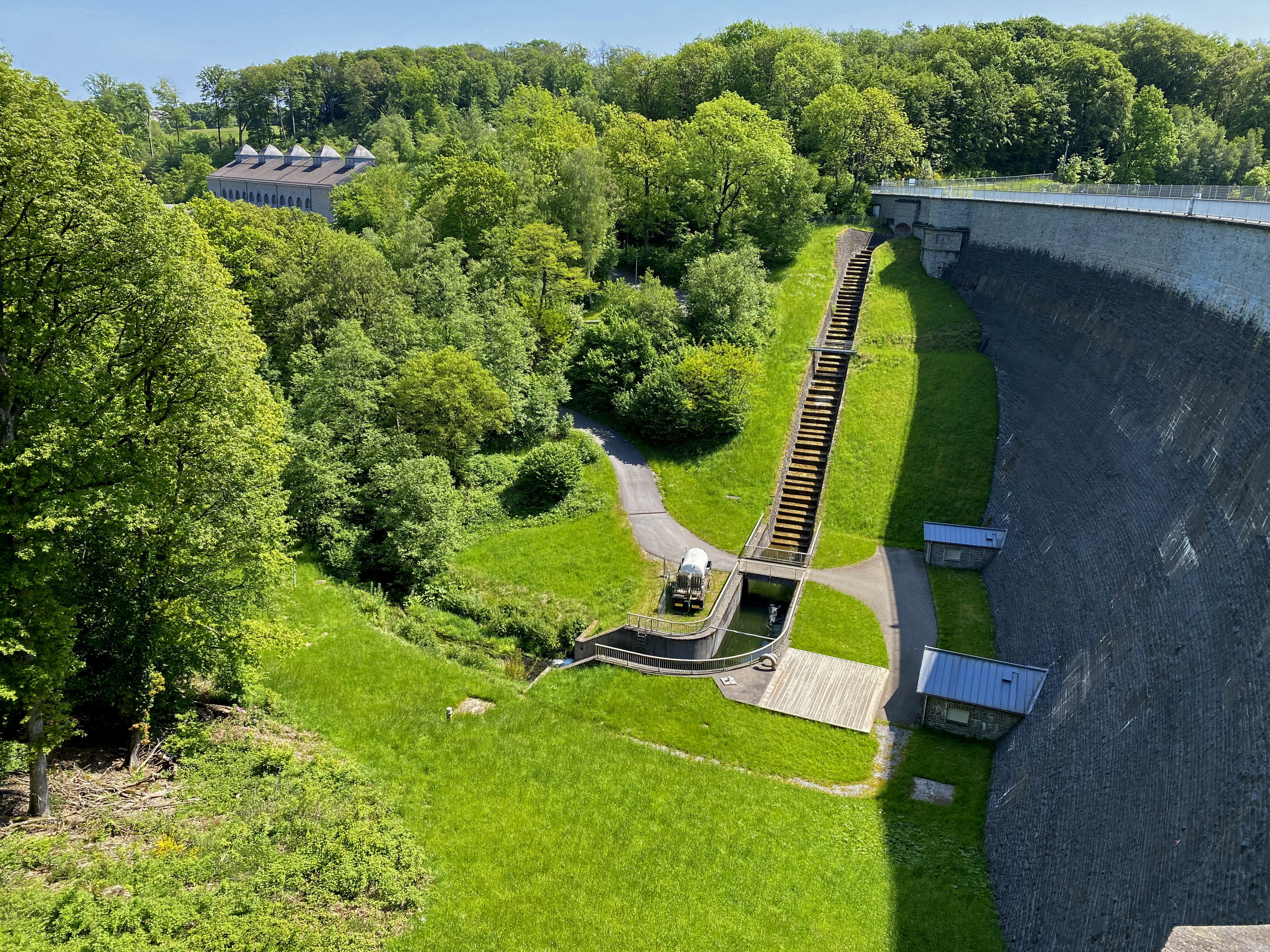
Staumauer Herbringhauser Talsperre – Anfangspunkt des NSG
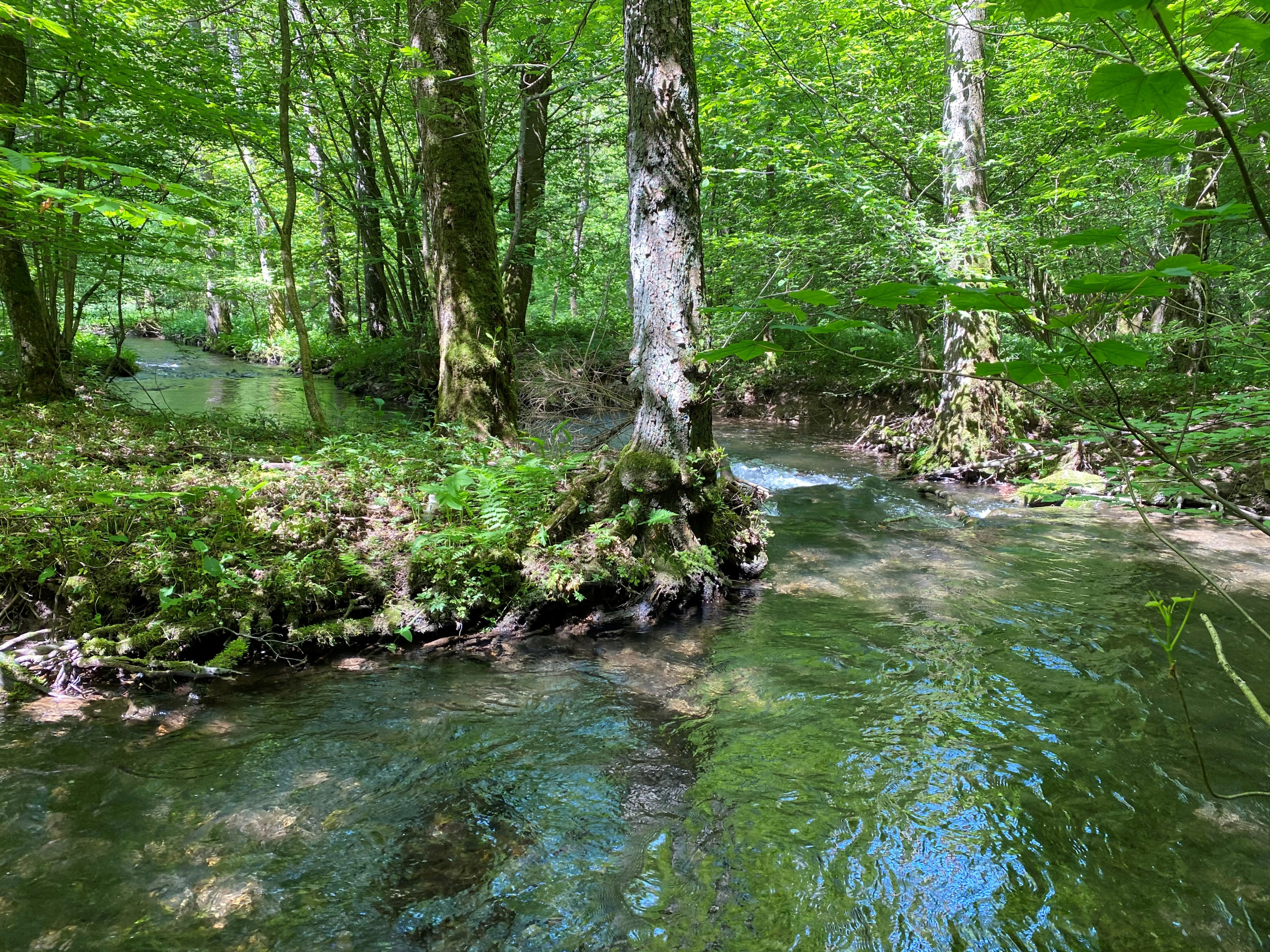
Mäandrierender Herbringhauser Bach
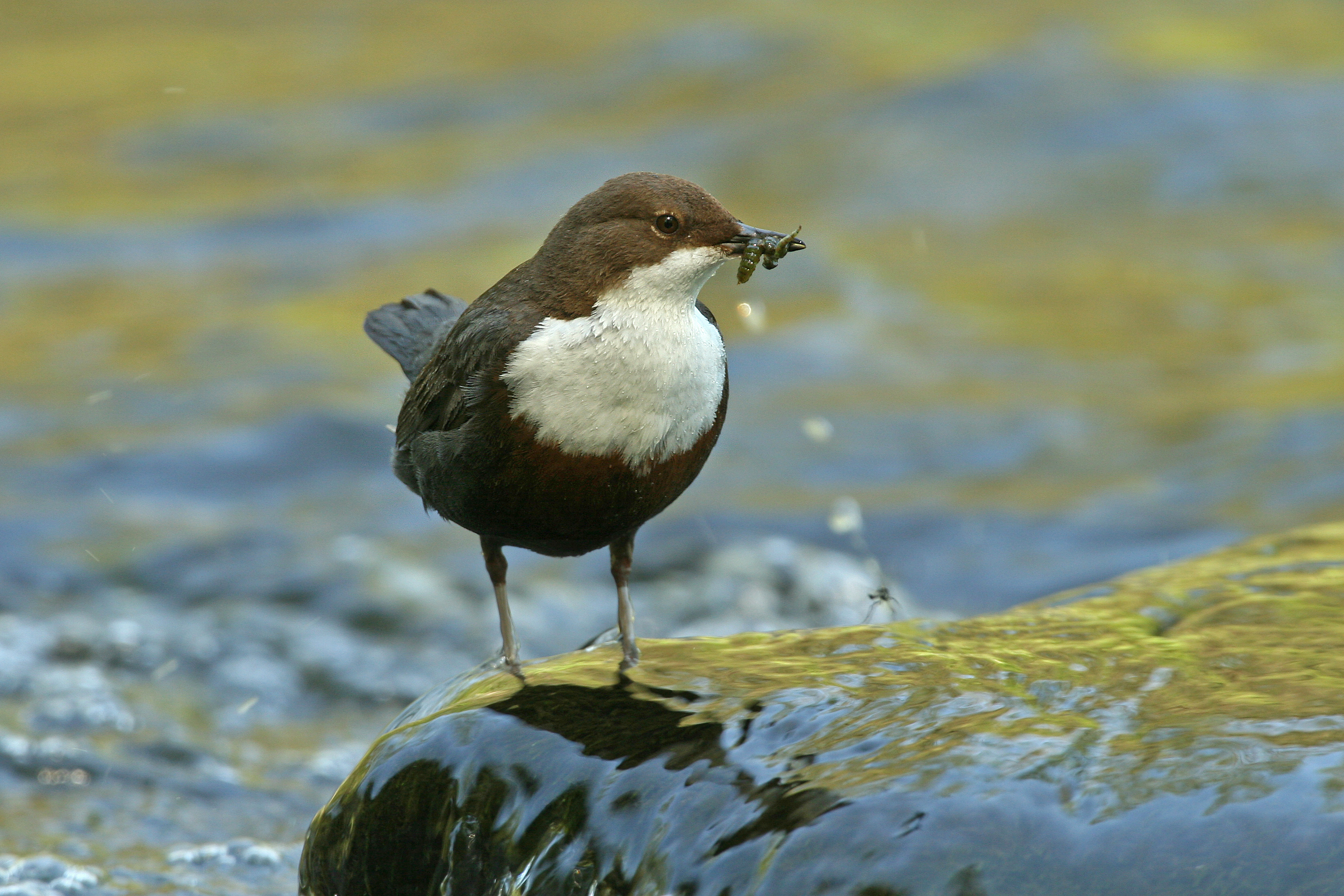
Wasseramsel (Cinclus cinclus)
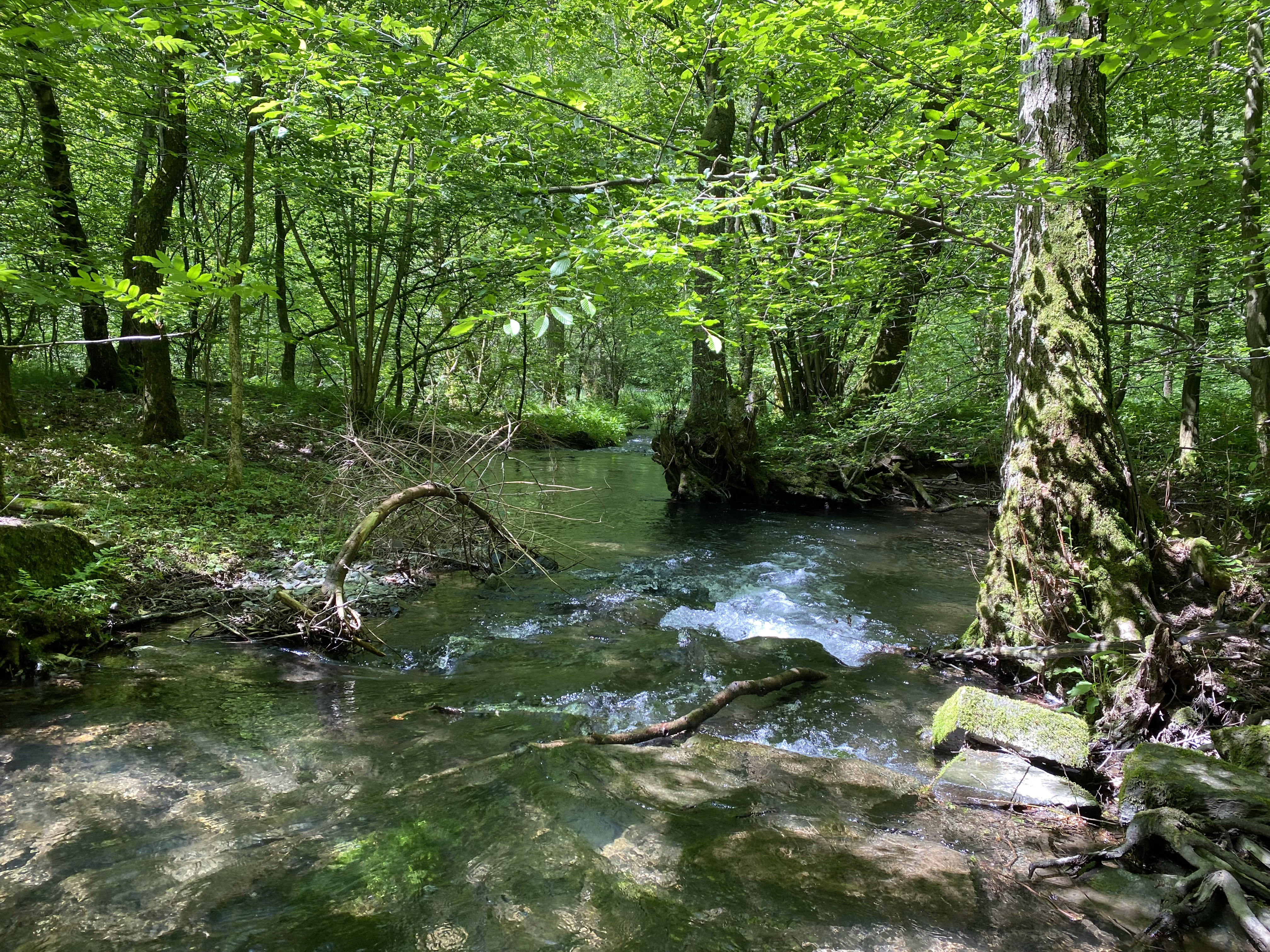
Unterschiedliche Fließdynamik im Bach
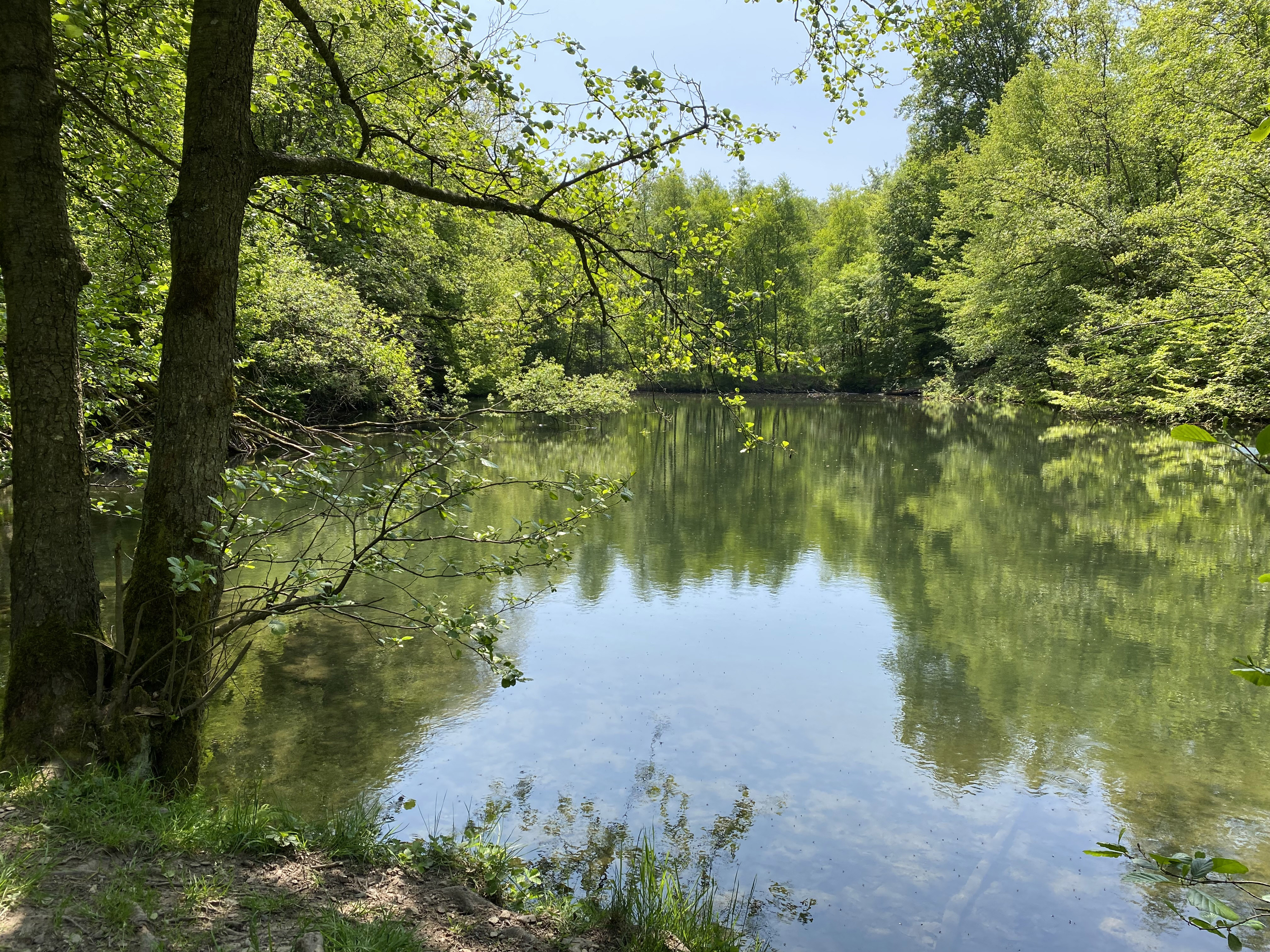
Oberer Stauteich im Herbringhauser Bachtal
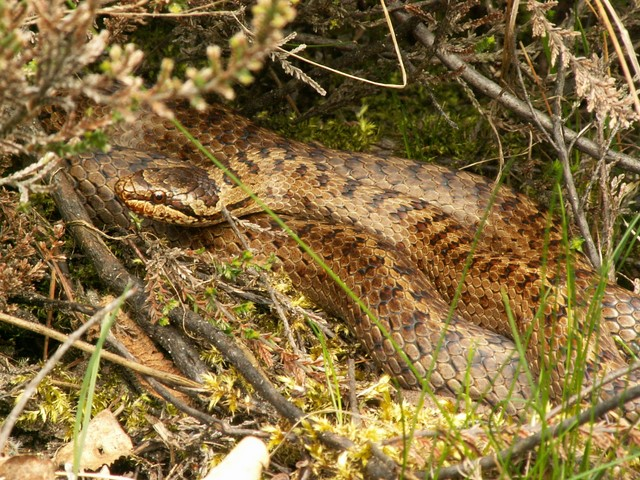
Schlingnatter (Coronella austriaca)
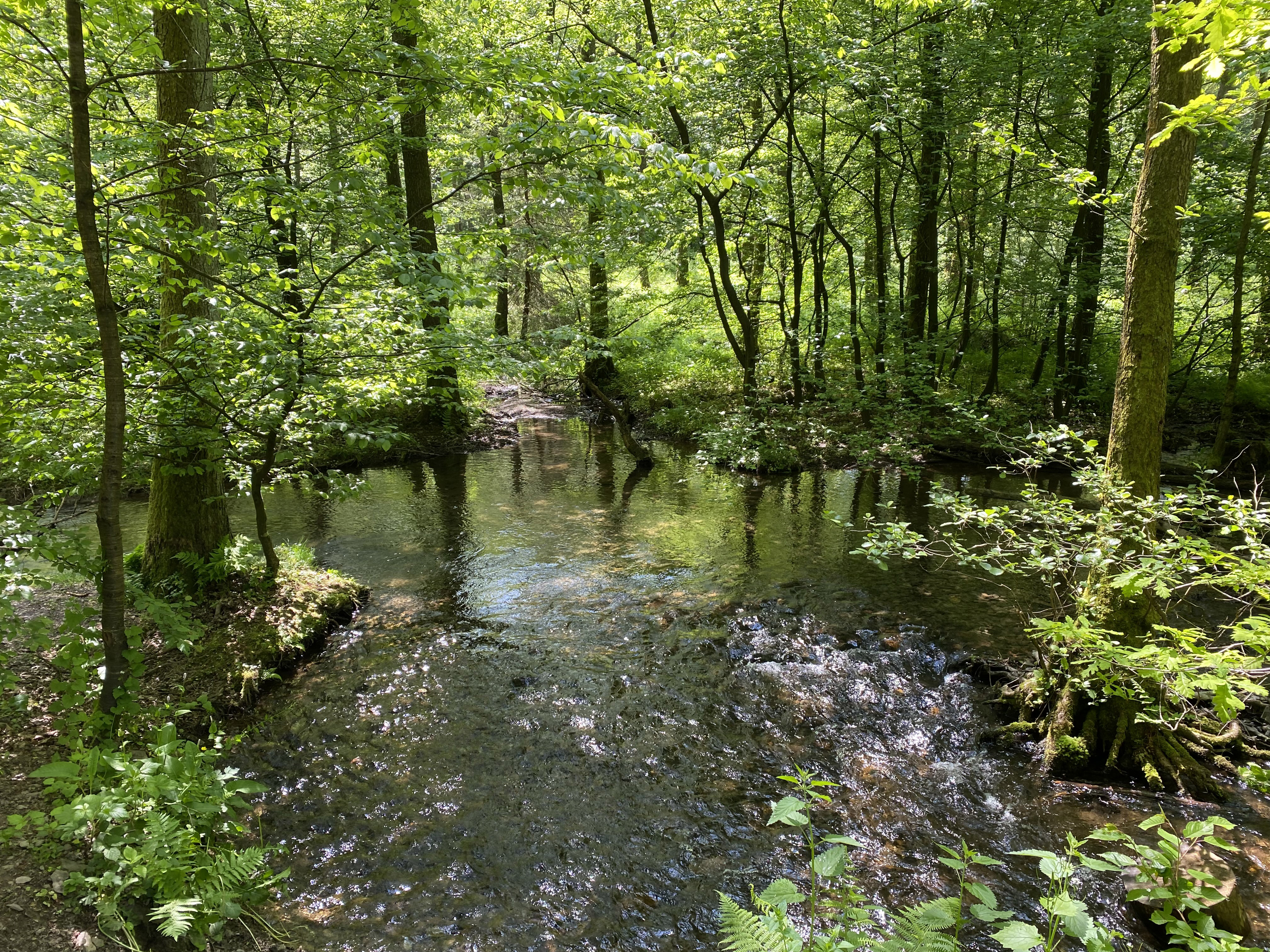
Auwald
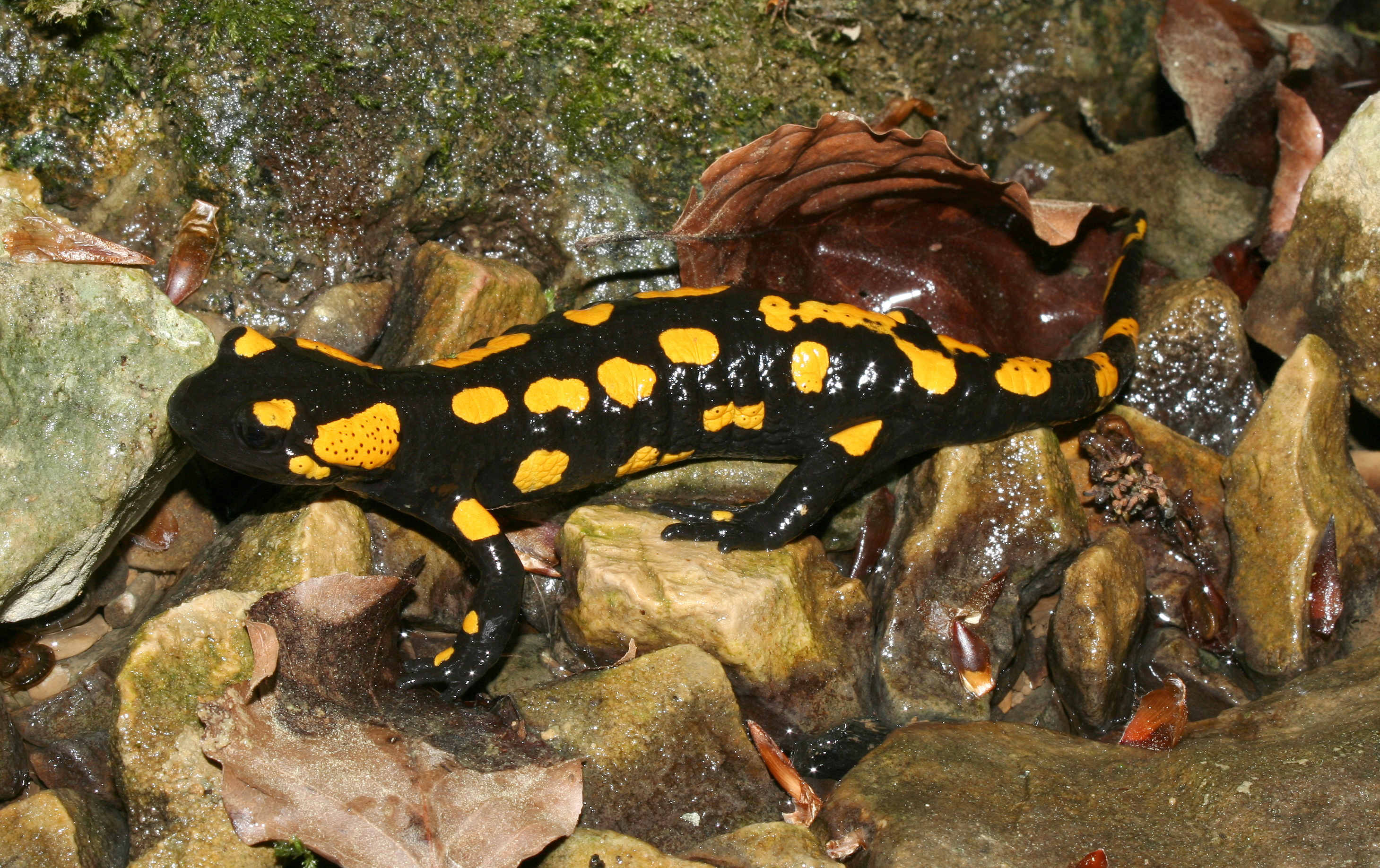
Feuersalamander (Salamandra salamandra)
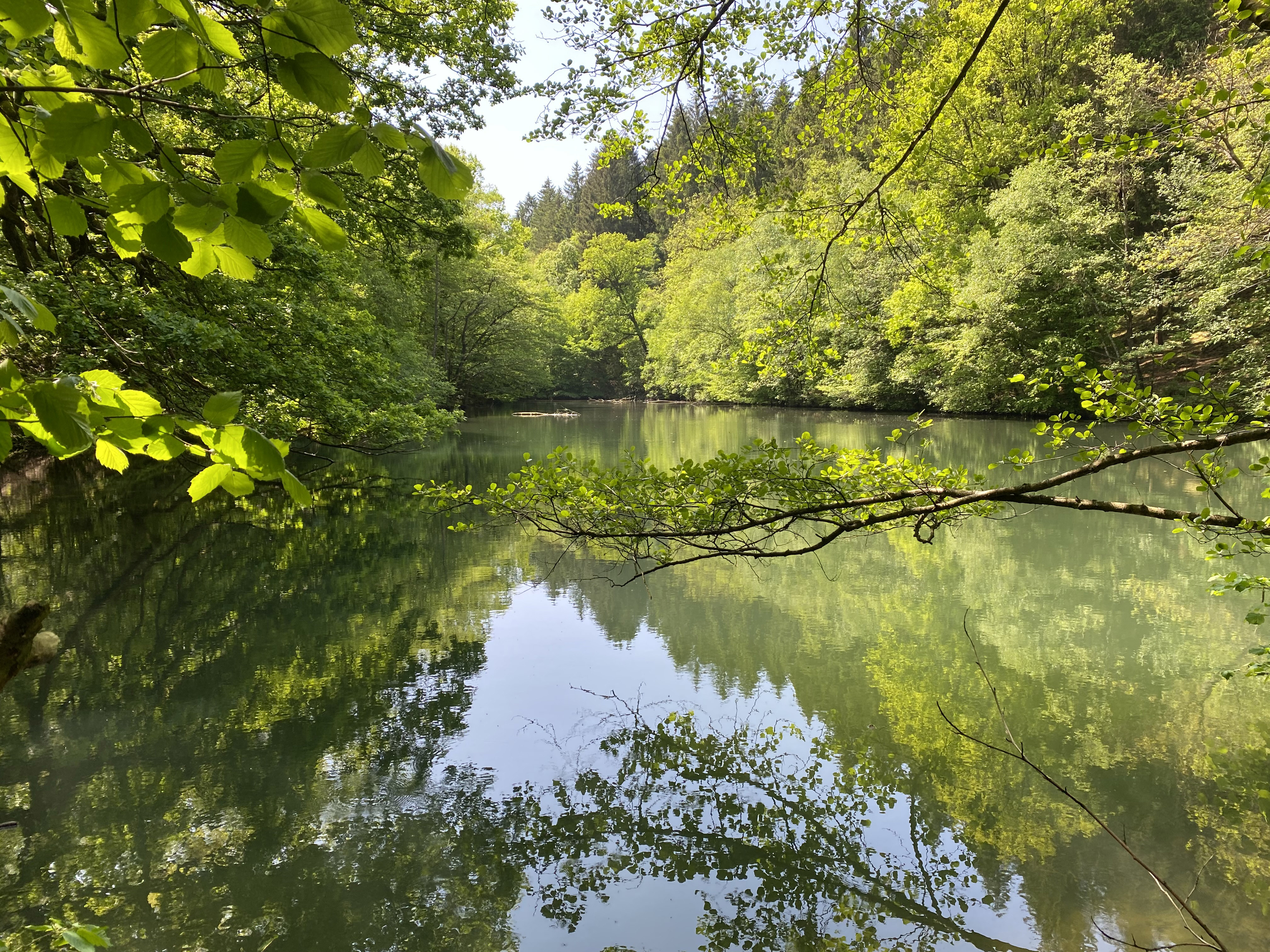
Unterer Stauteich im NSG
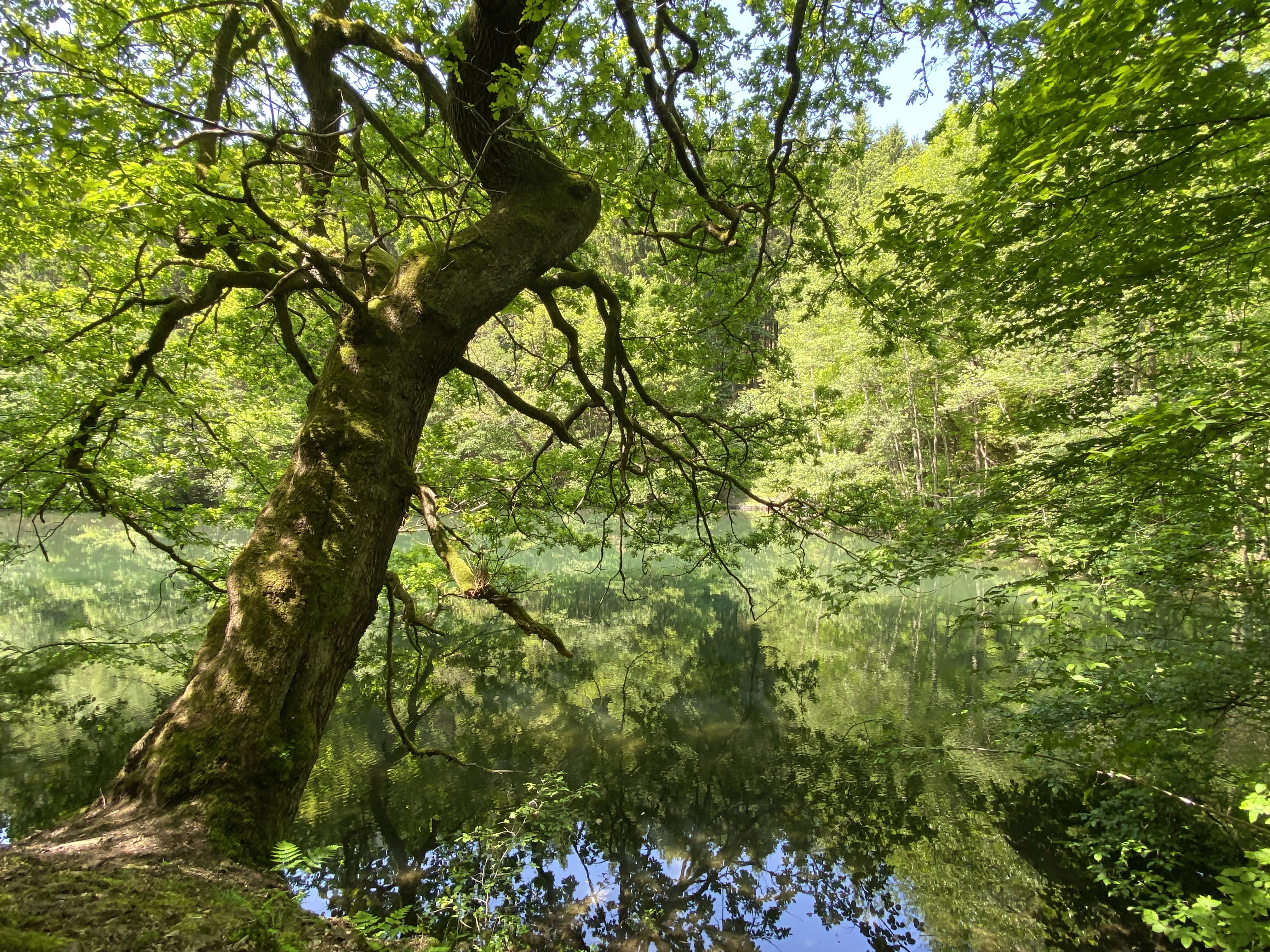
Markanter Uferbaum am unteren Stauteich
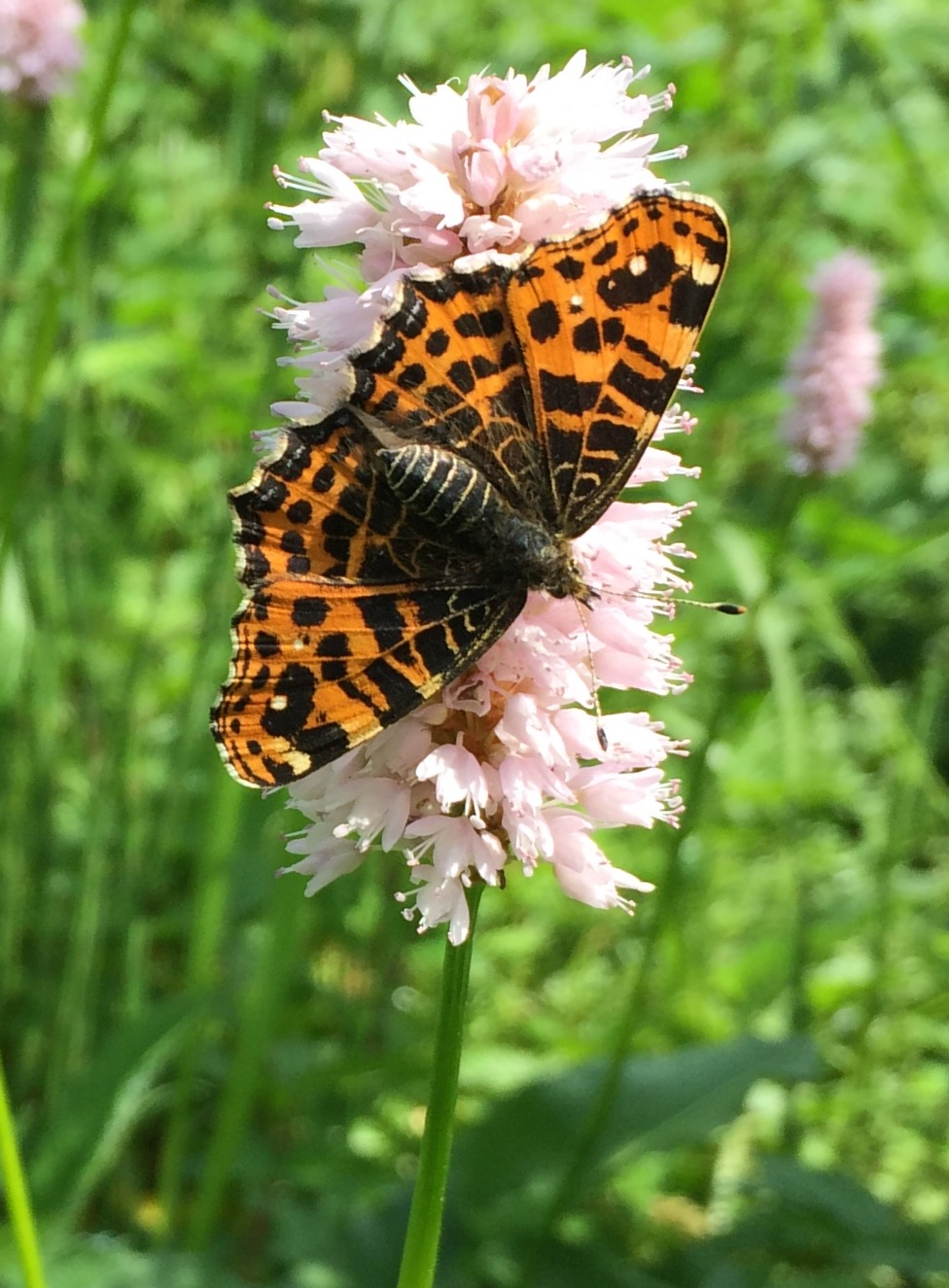
Landkärtchen an Schlangen-Knöterich
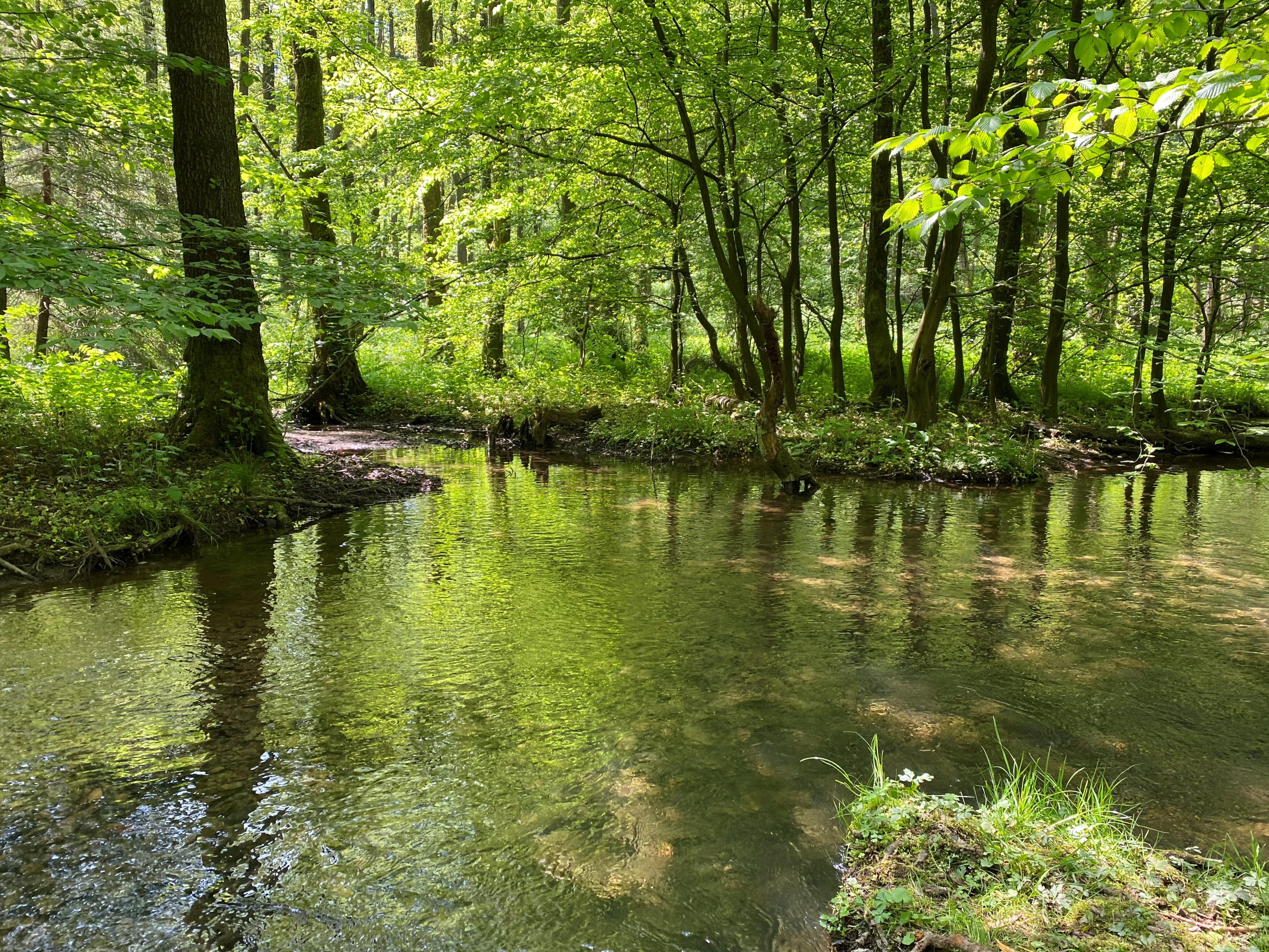
Zone geringer Fließgeschwindigkeit im Auwald
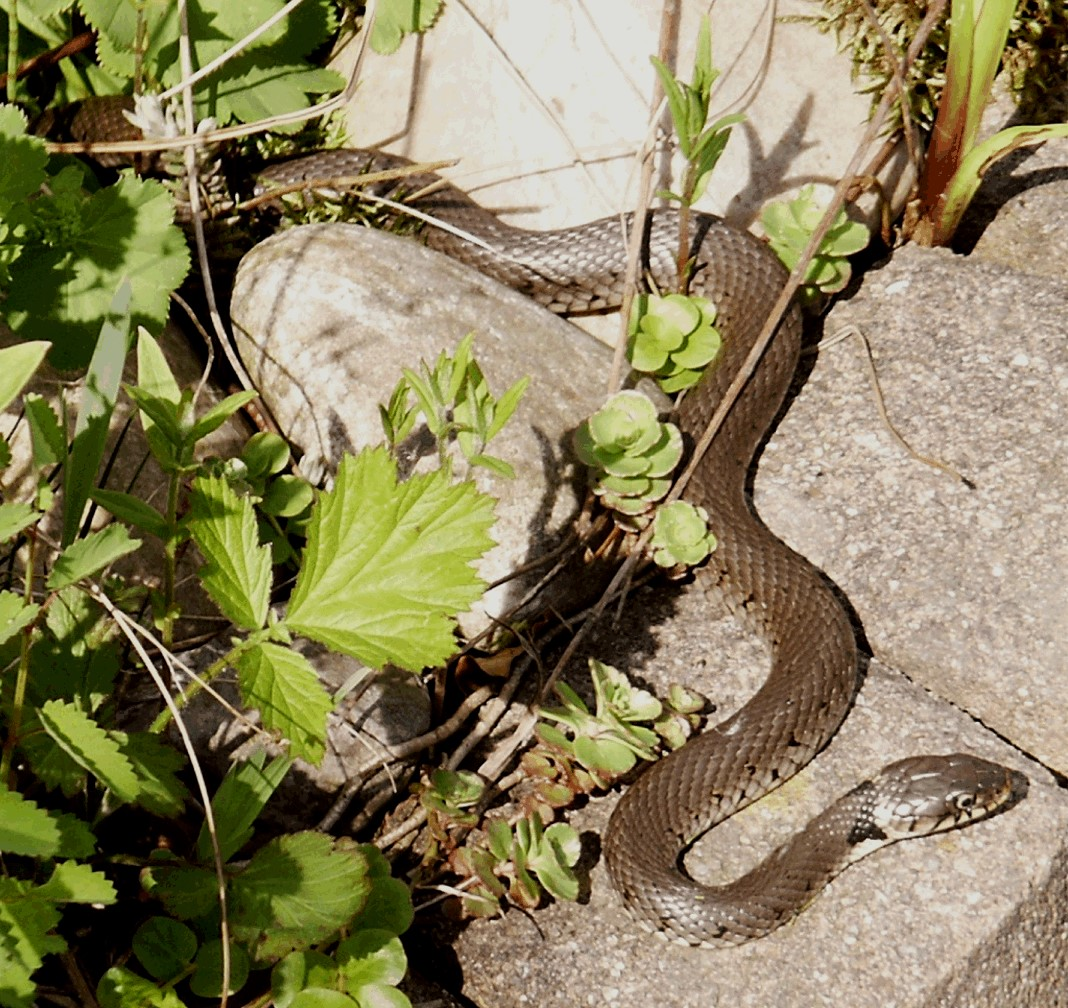
Ringelnatter (Natrix natrix)
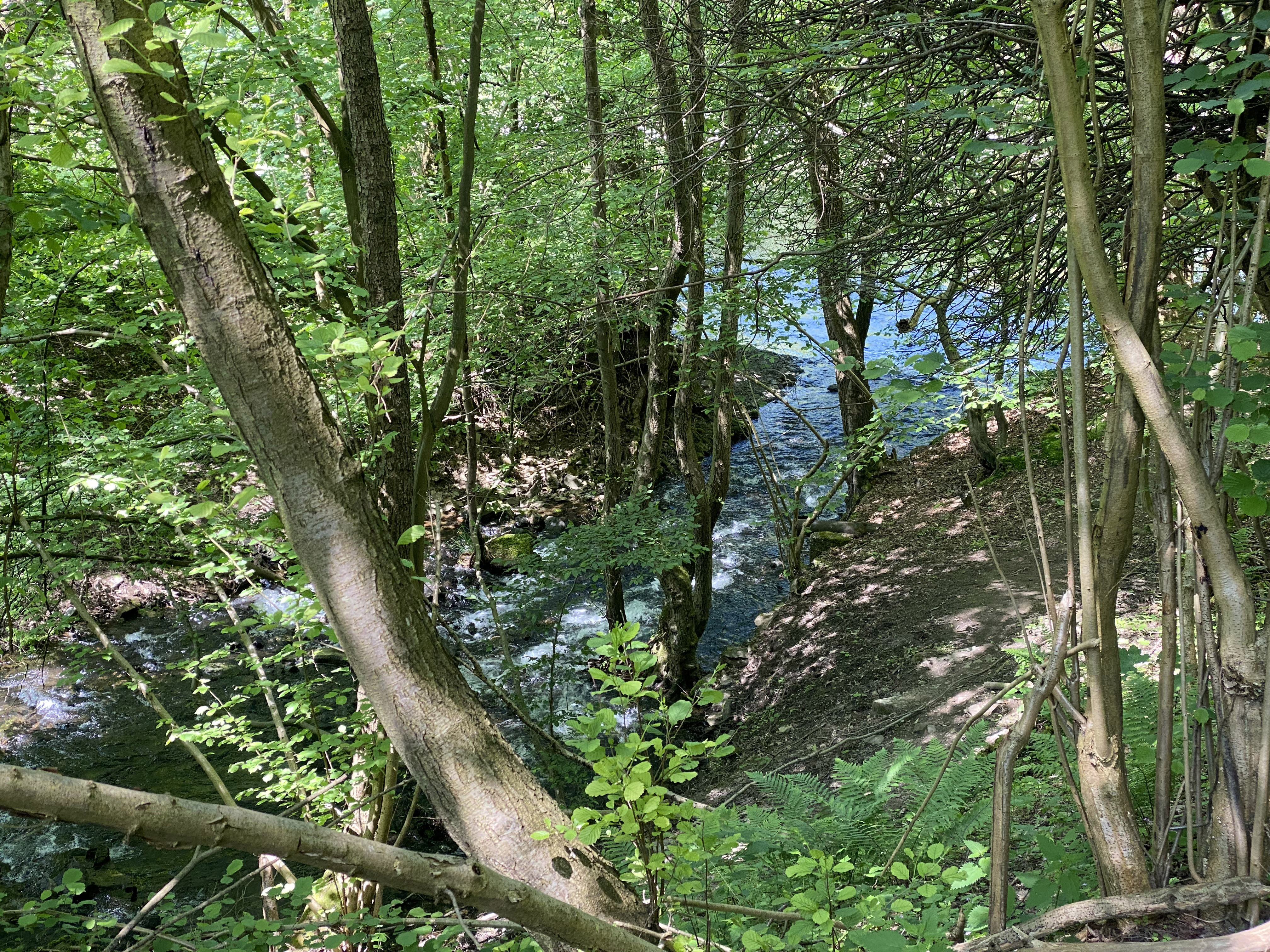
Herbringhauser Bach mündet in die Wupper – Endpunkt des NSG